# بهوسی کاتهان
بهوسی کاتهان (به انگلیسی: Bhussi Kathian) یک روستا در پاکستان است که در توبه تک سینگ واقع شده‌است.